# Wioska (powiat oleśnicki)
Wioska (niem. Wioske) – wieś w Polsce położona w województwie dolnośląskim, w powiecie oleśnickim, w gminie Syców.

## Podział administracyjny
W roku 1945 wieś została włączona do Polski. W latach 1975–1998 miejscowość należała administracyjnie do województwa kaliskiego.